# Saint-Martin-d’Écublei
Saint-Martin-d’Écublei – miejscowość i gmina we Francji, w regionie Normandia, w departamencie Orne.
Według danych na rok 1990 gminę zamieszkiwało 505 osób, a gęstość zaludnienia wynosiła 42 osoby/km² (wśród 1815 gmin Dolnej Normandii Saint-Martin-d’Écublei plasuje się na 438. miejscu pod względem liczby ludności, natomiast pod względem powierzchni na miejscu 383.).